# Wäinö Sola
Jalo Wäinö Sola (Sundberg (Kirkkonummella), 8 de gener, 1883 - Hèlsinki, 12 d'octubre, 1961), va ser un cantant d'òpera finlandès i un dels noms més importants de la cultura operística finlandesa.
Va ser membre fundador de l'Òpera Nacional de Finlandia i hi va cantar més de 100 papers entre 1911 i 1949, va dirigir 65 òperes i va traduir 25 llibrets al finès. Va donar més de 1.000 concerts i va fer gairebé un centenar de discos, una xifra sense precedents entre els cantants d'art finlandesos abans de la Segona Guerra Mundial. Sola també va actuar a altres llocs d'Europa i també als Estats Units, encara que principalment per a immigrants finlandesos. Sola ha traduït diverses cançons al finès. Sola va rebre el títol de professor el 1944.

## Vida i carrera
Sola va néixer en una família, que tant pares com fills gaudien cantant. No obstant això, Sola no va estudiar música en aquell moment, en part per motius econòmics, per la qual cosa va romandre principalment un hobby durant molt de temps. Quan als 15 anys es va incorporar a una societat de temprança, es va revelar el seu talent per a cantar i de seguida es va incorporar al cor de la societat de la temprança i va participar en obres de teatre organitzades per l'associació. Altres cors també es van interessar per la seva veu de tenor, i finalment Sola va cantar en diversos cors simultàniament. Era cosí del director Wilho Ilmari.

## Transició al segle XX
El 1901, Sola es va traslladar a l'aleshores "Sörnäisten Työväen Näyttämö", i de 1904 a 1909 al Finnish Country Theatre de Vyborg. Coses que van ser importants per a la seva futura carrera i vida van passar a Vyborg: Sola va conèixer la seva futura esposa, l'actriu Elli Malmi, i també va començar a centrar-se més en el cant, començant els estudis vocals el 1908. El mateix any, va aparèixer a l'estrena de l'òpera Pohjan neiti d'Oskar Merikanto, que també va ser la primera representació d'una òpera composta originalment en finès. Del 1909 al 1913, Sola va marxar a l'estranger per completar els seus estudis. El 1911 va fundar l'Òpera finlandesa amb Edvard Fazer, Aino Ackté i Oskar Merikanto. Això va portar una òpera permanent a Finlàndia.
La presó i la guerra civil

Sola va ser empresonat a Katajanokka juntament amb diversos altres ciutadans el 1916. Va ser acusat d'equipar el seu cosí per a un viatge a Alemanya amb un batalló Jaeger. Corria el risc de ser obligat a entrar a Sibèria. No obstant això, Sola va ser posat en llibertat condicional i l'amenaça de ser condemnat es va eliminar amb la Revolució Russa.
Durant la Guerra Civil, Sola va pertànyer al Cos de Guàrdia i va exercir de sergent al front. Després de la captura de Vyborg el 29 d'abril, es va veure obligat a presentar-se a la taula de Seurahuone a punta de pistola. Sola va superar això amb el seu sentit de l'humor.

## Anys posteriors
Des de 1919, Sola va ser el tenor principal de l'Òpera de Finlandia i hi va interpretar els papers de tenor més significatius. El paper de Canio a l'òpera Pagliacci es va convertir en la seva bravura. Al mateix temps, va començar a dirigir i traduir al finès. Durant la dècada de 1920, Sola va fer tres gires de concerts a Amèrica. Els coneguts números de programes de Sola, que encara es poden escoltar a la ràdio avui dia, també inclouen el seu enregistrament de 1926 de la Cançó de primavera de l'opereta Meidän on nuoruus de l'escriptor finlandès nord-americà Martti Nisonen. La cançó en qüestió és l'única composició supervivent del compositor.
A finals de la dècada de 1930, Sola va experimentar diverses pèrdues. Primer va morir la seva filla de tuberculosi, després el seu fill Jaakko, que també havia començat una carrera d'òpera com a cantant i director de cor, va caure a la Guerra d'Hivern, i aviat el seu altre fill Pentti va morir després de ser greument ferit.
De 1923 a 1949, Sola va treballar com a professora a les classes d'arts plàstiques i òpera al Conservatori de Hèlsinki (actual Acadèmia Sibelius). Des de 1956 va ser membre de la Junta Directiva de l'Òpera Nacional de Finlandia.
Wäinö Sola va morir a Hèlsinki el 12 d'octubre de 1961.